# Macrobenthos
Il macrobenthos è un raggruppamento di organismi bentonici, ovvero organismi che vivono in stretto contatto con il fondo del mare o di un lago. Per definizione è costituito dalle specie che superano il millimetro di lunghezza. 
Questa comunità di invertebrati presenta una notevole importanza ecologica, in quanto riveste un ruolo fondamentale per la funzionalità degli ecosistemi acquatici, ricoprendo diverse funzioni nella rete trofica (vedere benthos).
Rappresentano uno dei principali motori biologici del fiume in quanto sono in grado di metabolizzare la sostanza organica alloctona (ad esempio foglie, scarichi fognari, ecc) e di renderla disponibile ai livelli più alti della rete trofica (ad esempio i pesci).
Questa comunità è composta da un gruppo piuttosto eterogeneo di organismi, appartenenti a svariati taxa (si va dagli artropodi agli anellidi).
In particolare negli ecosistemi d'acqua dolce sono considerati di grande importanza in quanto vengono utilizzati, da ormai più di un secolo, per la valutazione della qualità ecologica come bio-indicatori.
In Italia lo stato ecologico dei corpi idrici viene determinato secondo quanto previsto dal Testo unico in materia ambientale (D.Lgs. 152/2006) tramite l'applicazione di una batteria di indici multimetrici, fra cui lo STAR_ICMi per i corpi idrici di acque interne fluviali, che utilizza come organismi indicatori i Macroinvertebrati bentonici.
Tra gli organismi considerati ci sono i seguenti:
- Plecoptera: tipici di acque fredde, ben ossigenate e di elevata qualità, sono utilizzati come indicatori di elevata qualità dei corsi d'acqua.
- Ephemeroptera: presentano un'elevata specializzazione in termini di preferenze per habitat e tolleranza a fattori di stress che li rendono adatti alla classificazione di qualità.
- Trichoptera: anch'essi presentano un'elevata differenziazione e si prestano bene all'utilizzo come indicatori di qualità.
- Crustacea: come Gammaridea, Niphargidae, Asellidae.
- Diptera: sono rappresentati nelle acque dalle larve, tollerano alterazioni ambientali molto intense.
- Oligocheta: vivono nei sedimenti più fini nutrendosi di particellato organico fine.
- Hirudinea: le cosiddette sanguisughe. In realtà solo poche sono parassiti ematofagi, la maggior parte è rappresentata da taxa predatori.
- Coleoptera: certe famiglie di coleotteri compiono l'intero ciclo vitale in acqua (ad esempio i Dytiscidae), altre invece vivono in acqua durante il solo stadio larvale.
- Heteroptera: questo ordine annovera tra i suoi rappresentanti terrestri le cimici. Sono insetti dotati di un apparato boccale pungente-succhiante. In ambiente acquatico molti sono dotati di sifone per la respirazione aerea.
- Planaria: le planarie sono piccoli vermi piatti rappresentati in acqua ad esempio da Dugesia e Crenobia.
- Odonata: sono le libellule. Le larve sono acquatiche, hanno un particolare sistema locomotorio idrodinamico. In pratica, per spostarsi, espellono acqua molto energicamente dall'apertura anale, generando una spinta. Altra particolarità è la maschera, una modificazione boccale estensibile che consente loro di catturare efficacemente le prede.

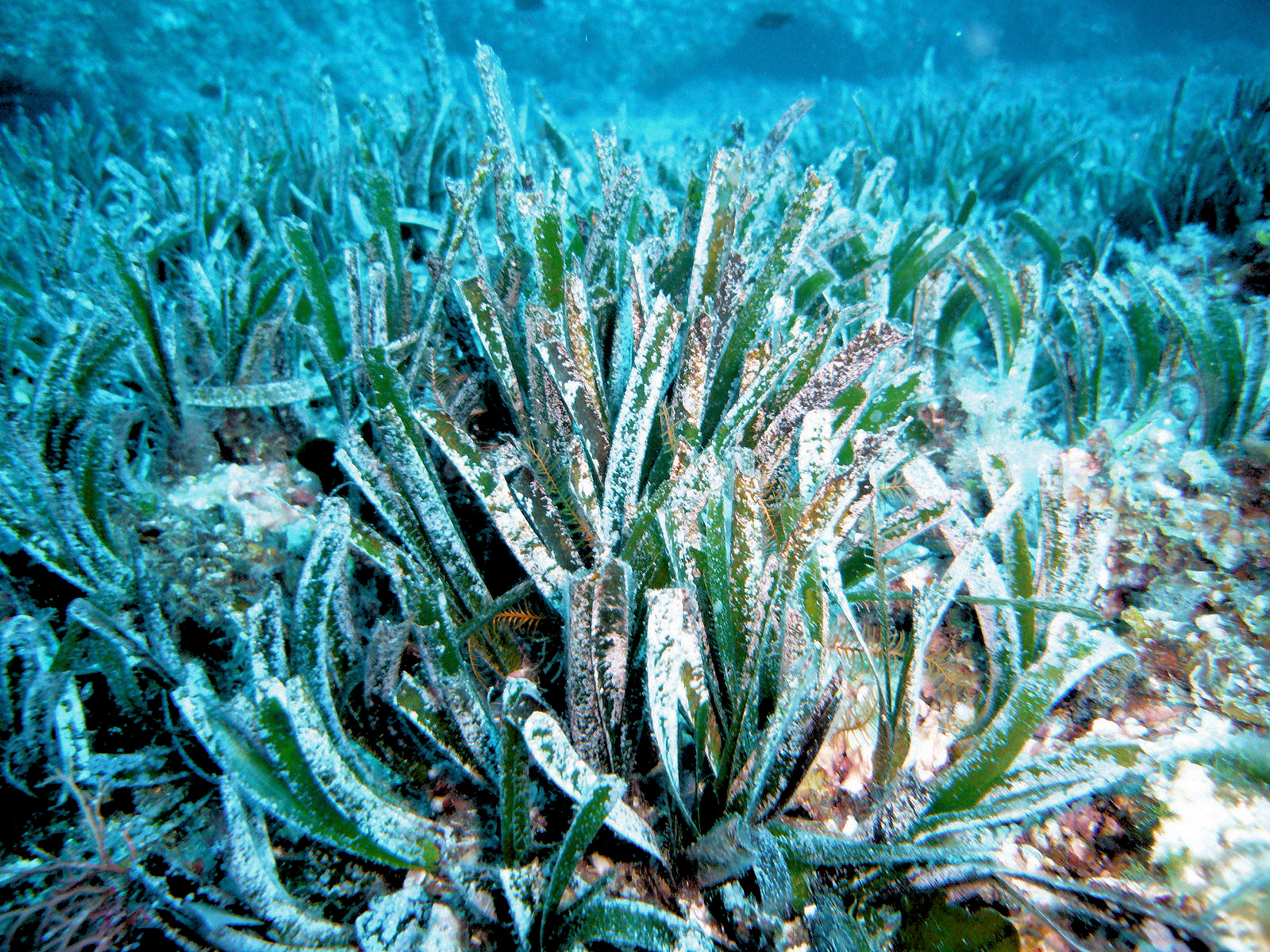
Posidonia oceanica
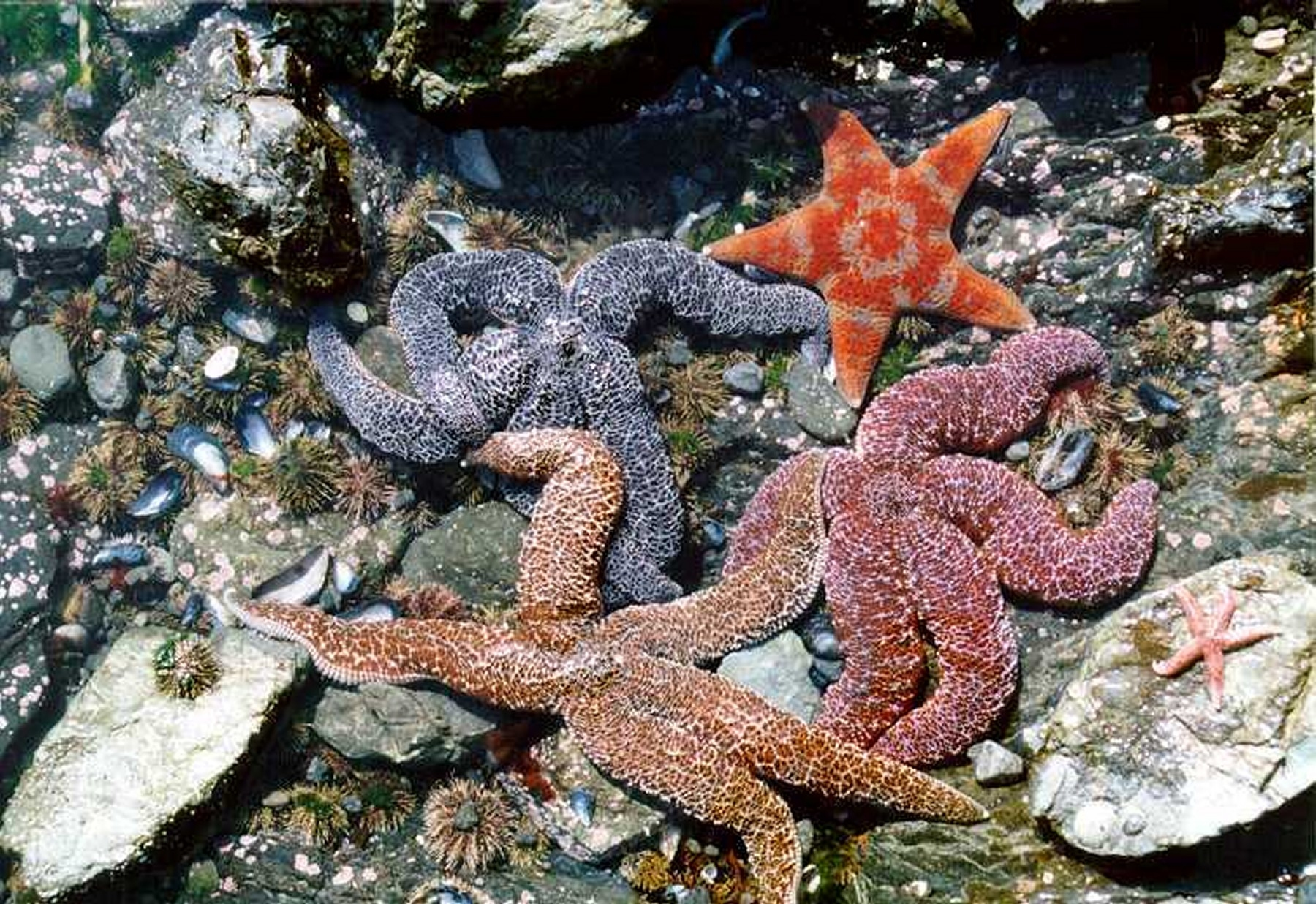
Echinodermata
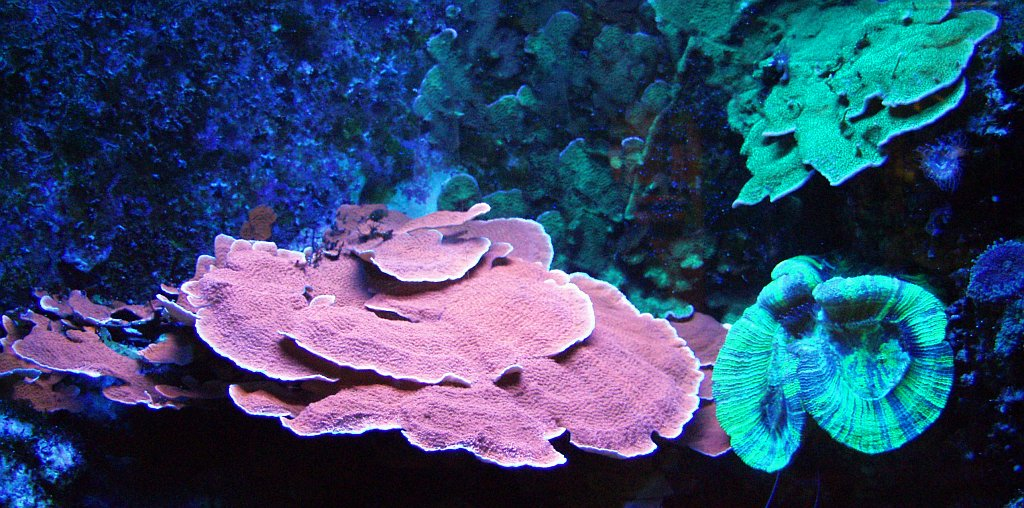
Scleractinia
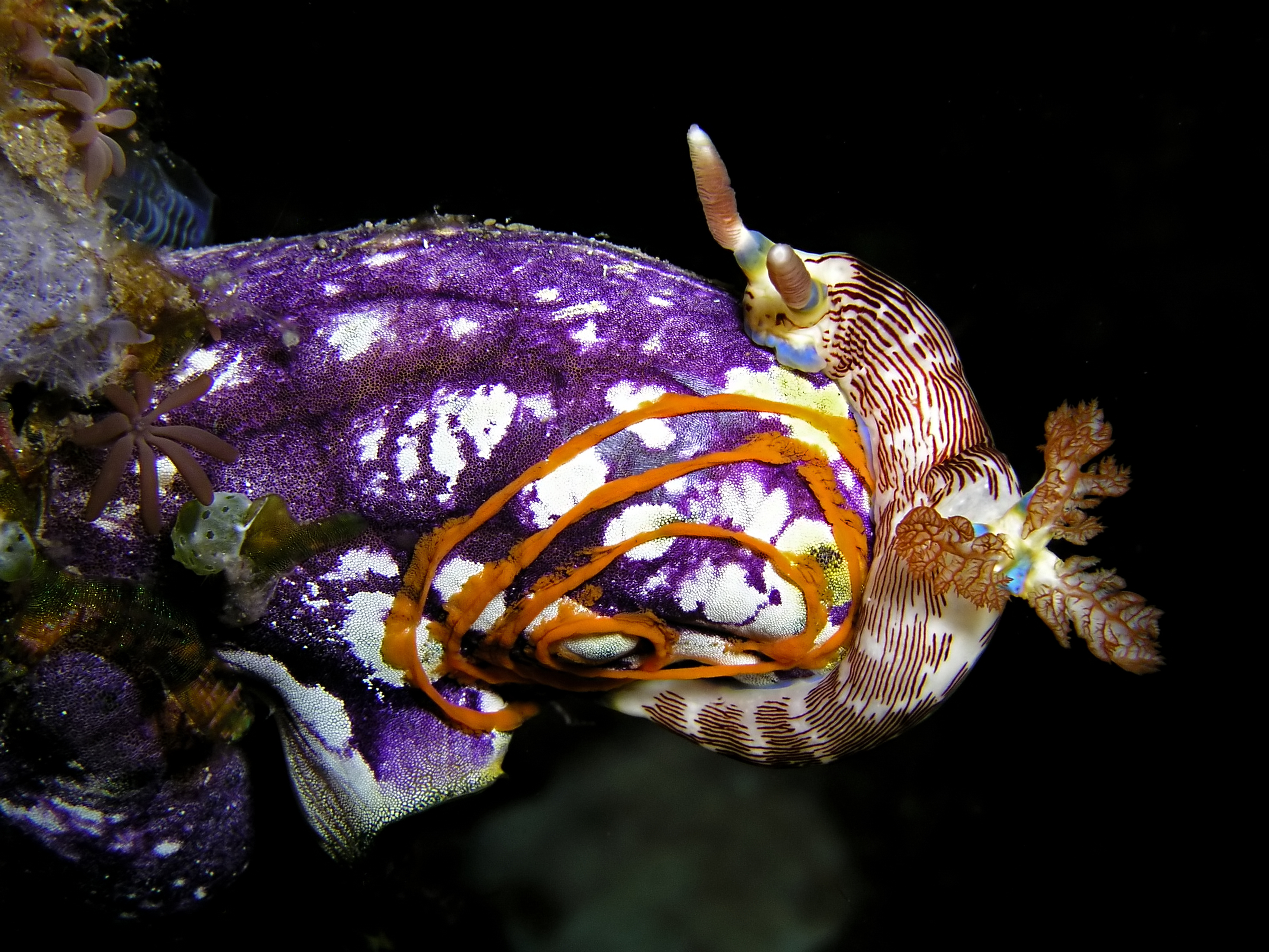
Tunicata e nudibranchi